# نویل چپمن
نویل چپمن (انگلیسی: Neville Chapman; ۱۵ سپتامبر ۱۹۴۱ – ۱۴ اکتبر ۱۹۹۳) بازیکن فوتبال اهل بریتانیا بود.
از باشگاه‌هایی که در آن بازی کرده‌است می‌توان به باشگاه فوتبال میدلزبرو و باشگاه فوتبال دارلینگتون اشاره کرد.